# Marie-Anne Asselin

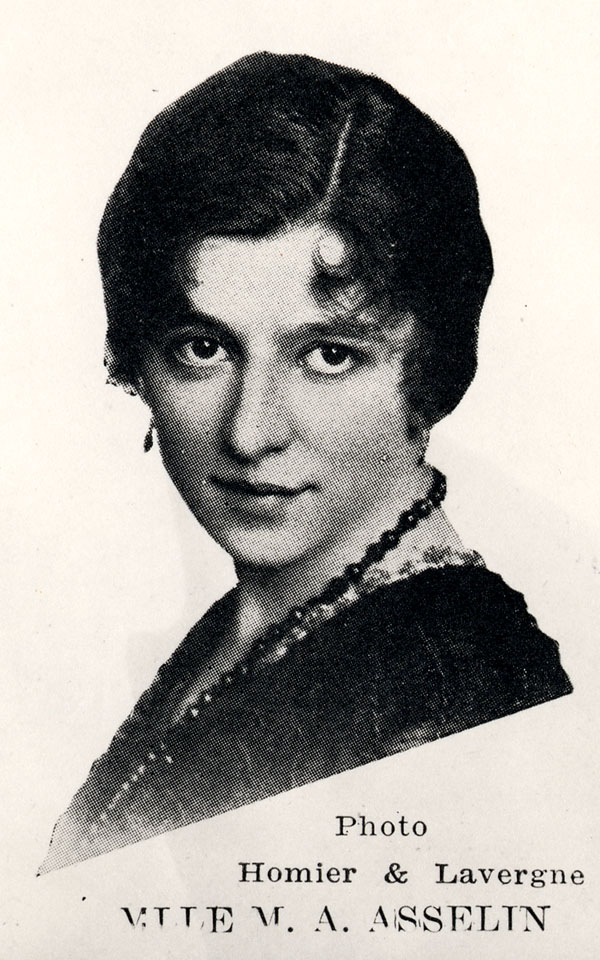
Marie-Anne Asselin

Marie-Anne Asselin (* 5. September 1888 in Sainte-Famille/L’Île-d’Orléans; † 9. März 1971 in Montreal) war eine kanadische Sängerin (Mezzosopran) und Musikpädagogin.
Asselin studierte ab 1900 in Montreal bei Béatrice La Palme und debütierte 1919 am Théâtre Français in Montréal in André Messagers Oper La Basoche als Jeanne an der Seite von Sarah Fischer (Colette) und Édouard Sarrazin (Duc de Longueville). Sie eröffnete 1920 ein Gesangsstudio und gab in den Folgejahren Konzerte mit Émile Gour (Tenor), Germain Lefebvre (Bass), Hercule Lavoie (Bariton) und Blanche Gonthier (Sopran).
1923 gab sie mit José Delaquerrière, Jeanne Maubourg, Blanche Archambault, Germaine Lebel, André Durieux und H. Maurice Jacquet eine Reihe von Konzerten im Rundfunk von Montreal. Sie nahm nur eine Platte für das Label Berliner Gramophone auf, auf der sie die Lieder Au clavecin und Tes yeux sang. Ab den 1930er Jahren konzentrierte sie sich auf die Lehrtätigkeit in ihrem Gesangsstudio in Montreal.
Marie-Anne Asselin war die Schwester des Tenors Pierre-Aurèle Asselin und Großtante des Pianisten André Asselin.